# مانويل كاردونا
مانويل كاردونا (بالإنجليزية: Manuel Cardona Castro؛ بالألمانية: Manuel Cardona Castro؛ بالإسبانية: Manuel Cardona Castro) هو فيزيائي وعالم أمريكي وألماني وإسباني، ولد في 7 سبتمبر 1934 في برشلونة في إسبانيا، وتوفي في 2 يوليو 2014 في شتوتغارت في ألمانيا.